# Archiphysa laphami
Archiphysa laphami е вид коремоного от семейство Physidae.

## Разпространение
Видът е разпространен в САЩ (Мичиган и Уисконсин).